# Eine Nacht im Mai
Eine Nacht im Mai ist ein deutscher Musikfilm von Georg Jacoby mit dessen Ehefrau Marika Rökk in der weiblichen Hauptrolle. An ihrer Seite übernahm Viktor Staal die männliche Hauptrolle.

## Handlung
Inge Fleming wird aufgrund ihres rasanten Fahrstils zu einer verkehrserzieherischen Nachschulung geladen. Weil sie dabei mehrfach den Unterricht stört, wird sie ausgeschlossen und ihr Führerschein eingezogen. Für den Heimweg benutzt sie dennoch ihr Automobil und wird prompt von einem Falschfahrer in einen leichten Unfall verwickelt. Der Unfallverursacher heißt Waldemar Becker. Da sie bei einer polizeilichen Unfallaufnahme befürchten muss, wegen Fahrens ohne Führerschein verhaftet zu werden, begeht Inge Fahrerflucht. Sie leiht sich von ihrem Dienstmädchen Johanna 50 Reichsmark für ein Bahnfahrschein und will in Panik nach Paris fliehen, verpasst aber den Zug. Im Gedränge auf dem Bahnhof lernt sie einen gewissen Willy Prinz kennen, der sich sehr für sie zu interessieren scheint und sich auch dann nicht dann abwimmeln lässt, als sich Inge ihm gegenüber ablehnend zeigt. Da sie aber nunmehr nicht ins Ausland entkommen kann, lässt sie sich schließlich doch auf den attraktiven und charmanten Fremden ein, von dem sie glaubt, er heiße nicht nur Prinz, sondern sei sogar einer.
Gemeinsam unternehmen beide einen Busausflug, der sie an den Wannsee führt, wo gerade in der titelgebenden Nacht im Mai ein Kostümball veranstaltet wird. Für Inge ist der Schock ziemlich groß, als sie vor Ort Waldemar Becker ausmacht, der ebenfalls am Kostümball teilnehmen möchte. Erschwerend kommt hinzu, dass Willy und Waldemar alte Freunde sind. Der verheiratete Waldemar ist mit einer Freundin gekommen. Um anstehendem Ärger aus dem Weg zu gehen, begeben sich Inge und Willy ans andere Wannsee-Ufer. Nach einem Bad treffen Inge und Waldemar zufälligerweise erneut aufeinander. Weitere Verwicklungen folgen, in deren Folge Inge und Willy bei der Rückfahrt mit dem Bus voneinander getrennt werden. Da Willy Inges Nachnamen nicht kennt, kann er sie in Berlin auch nicht wiederfinden. Tage später führt der Zufall die beiden jungen Leute in einem Hotel, das von Inges Vater und Großvater geführt wird, wieder zusammen. Denn dort arbeitet Willy Prinz, der zu Inges vorübergehender Enttäuschung gar kein echter Hochadeliger ist, lediglich als Kellner. Inge überwindet ihren Hochmut, da sie erkennt, dass Willy ein feiner Kerl ist, und beide kommen zusammen.

## Produktionsnotizen
Eine Nacht im Mai entstand ab Mitte Mai bis Juni 1938 und wurde am 13. bzw. 26. September 1938 der Zensur vorgelegt. Drehorte waren Berlin und der Wannsee (Außenaufnahmen) sowie Babelsberg (Ateliers in der UFA-Stadt). Die Uraufführung erfolgte am 14. September 1938 in Wiesbaden. Berliner Premiere war am 11. Oktober 1938. Erstmals im deutschen Fernsehen wurde der Streifen am 13. Juni 1982 im DFF 2 ausgestrahlt. 2001 erschien der Film als DVD.
Eine Nacht im Mai kostete nur etwa 765.000 RM, war dank des von Marika Rökk intonierten Titelliedes ein beträchtlicher Publikumserfolg und fand nach einer privaten Vorführung auf dem Obersalzberg auch bei Adolf Hitler großen Anklang.
Herstellungsgruppenleiter Eberhard Schmidt übernahm auch die Produktionsleitung. Die Filmbauten schufen Max Mellin und Erich Grave, für den Ton sorgte Walter Rühland. Die Kostüme entwarfen Eleanor Techow, Gertrud Steckler und Annemarie Heise. Die Tänze stellte Anthony Nellé auf die Beine.

## Musik
Es wurden mehrere Musiktitel gebracht. Die Texte dazu stammen von Hans Fritz Beckmann. Beide Komponisten Kreuder und Schröder übernahmen auch die musikalische Bearbeitung:
- „Eine Insel aus Träumen geboren“
- „Im Café am Zoo“ (gesungen von Peter Igelhoff)
- „In einer Nacht im Mai“
- „Land in Sicht“
- „Sowas hat die Welt noch nicht geseh‘n“

## Kritiken
Das Lexikon des Internationalen Films sah in dem Film eine „Konventionelle musikalische Verwechslungskomödie.“
Cinema befand: „Der Film lebt vom Temperament der UFA-Diva Rökk und der charmanten Musik Peter Kreuders. Fazit: Angestaubt aber nicht ohne Schwung“.